# キール (料理)
キール（ヒンディー語: खीर、Kheer）またはフィルニ（Firni）は、インド亜大陸発祥のライスプディングである。米、ブルグル、タピオカ、バーミセリ、スイートコーンの中から一種類と乳、砂糖を煮て作られる。カルダモン、レーズン、サフラン、カシューナッツ、ピスタチオ、アーモンド、その他のドライフルーツやナッツを用いて風味付けされる。典型的には食事中あるいはデザートとして供される。キールほどどろりとしていない多くの種類があり、これらはmeetha bhaat、payasam、payasaなどと呼ばれる。

## 名称

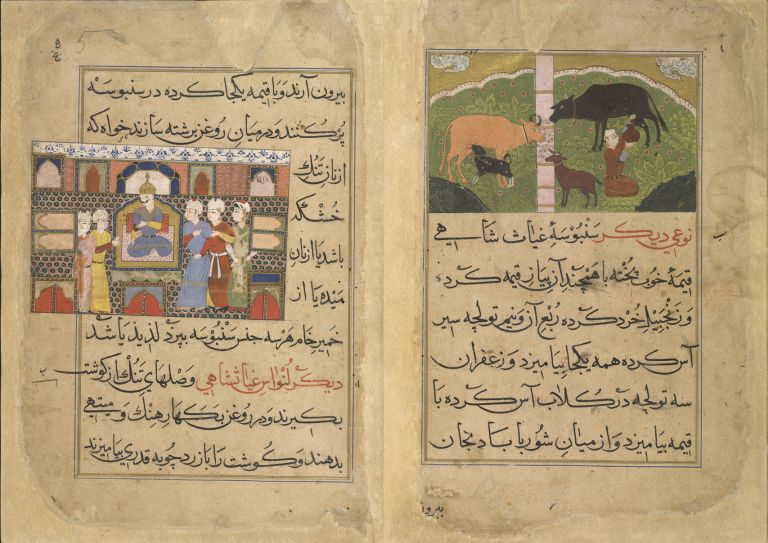
キールの作り方の絵画が載っている16世紀のインドの料理本「Nimmatnama-i-Nasiruddin-Shahi」のページ。

ヒンディー語とマラーティー語、 खीर khīr; パンジャーブ語、کھیر/ਖੀਰ; オリヤー語、ଖିରି khiri; シンド語、کھیر; ウルドゥー語、کھیر; ディベヒ語、ކިރު "kiru"; ネパール語、खिर。「パヤサム payasam」（タミル語: பாயாசம்、テルグ語: పాయసం、マラヤーラム語: പായസം）、「パヤサ payasa」（カンナダ語: ಪಾಯಸ）、「ペヤシュ peyash」（ベンガル語: পায়েস）、faesh（シレット語: ꠙꠣꠄꠡ）、payox（アッサム語: পায়স）、Passys（コンカニ語: पायस）とも呼ばれる。グジャラート語では、dūdpāk（દૂધપાક）と呼ばれることが多い。シレットの一部ではfirni、イランではFerni（فرنی）とも呼ばれる。

## 地域による差異
キールはインドのイスラム帝国シェフの厨房で生まれた。インドのムスリムにとって、特にイード（祝祭）の重要な甘い料理である。ムスリム食文化は後に他のインド人にも影響を与え、キールやその変種のような一部の料理はヒンドゥー教の祭、寺院、全ての特別な日に広く作られる。（北インドで使われる）「キール」という用語はサンスクリット語の単語 Ksheera （乳の意）に由来するかもしれない。このサンスクリット語の単語はウルドゥー語へ借用された。パヤサムや（ベンガル地方で使われる）パヤシュのようなその他の用語はサンスクリット語の単語payasaまたはpayasamに由来する。これらの単語も「乳」を意味する。これは乳、米、ギー、砂糖/ジャグリー、コアから作られるが、元々のキールよりもどろっとしていない。味をより豊かにするために少量のクリームを加えることもある。しばしば、アーモンド、カシューナッツ、レーズン、ピスタチオを付け合わせる。北インドのヴァーラーナシーでは、祭やホーマの時に食される乳、 米、カルダモン、ドライフルーツ、サフランのみを使ったキールが人気がある。これは、多くのヒンドゥー教の祝祭や祝宴において必須の料理である。この料理はほとんどの場合米を使って作られるが、バーミセリ（極細麺、南インドではsemiya、その他seviyan、seviyaan、sayviahなど）またはタピオカ（現地ではsabudana）といった他の食材を使って作ることもできる。カシミールでは、フィルニはセモリナ（suji）、乳、サフラン、砂糖、ドライフルーツなどを使って作られる。
米はローマ人によって知られ、早ければ8世紀または10世紀には食用作物としてヨーロッパに持ち込まれたかもしれない。そのため、人気のあるイングランドのライスプディングのレシピはキールから来ていると考える人もいる。類似した米のレシピ（もともとは「ポタージュ」と呼ばれていた）はイングランドの歴史において最も初期のレシピ文献の一部の遡る。
ジャグリーと米から作られるパヤサムは、寺院の祭または式典で供されるプラサーダの一部でもある。パヤサムの変種はレンズマメからも作られる。パヤサムの別の変種は米アダから作られ、prathamanと呼ばれる。これはケララのサッディヤにおける最上の料理と考えられている。マンゴーキールとコムギキールはキールの変種である。

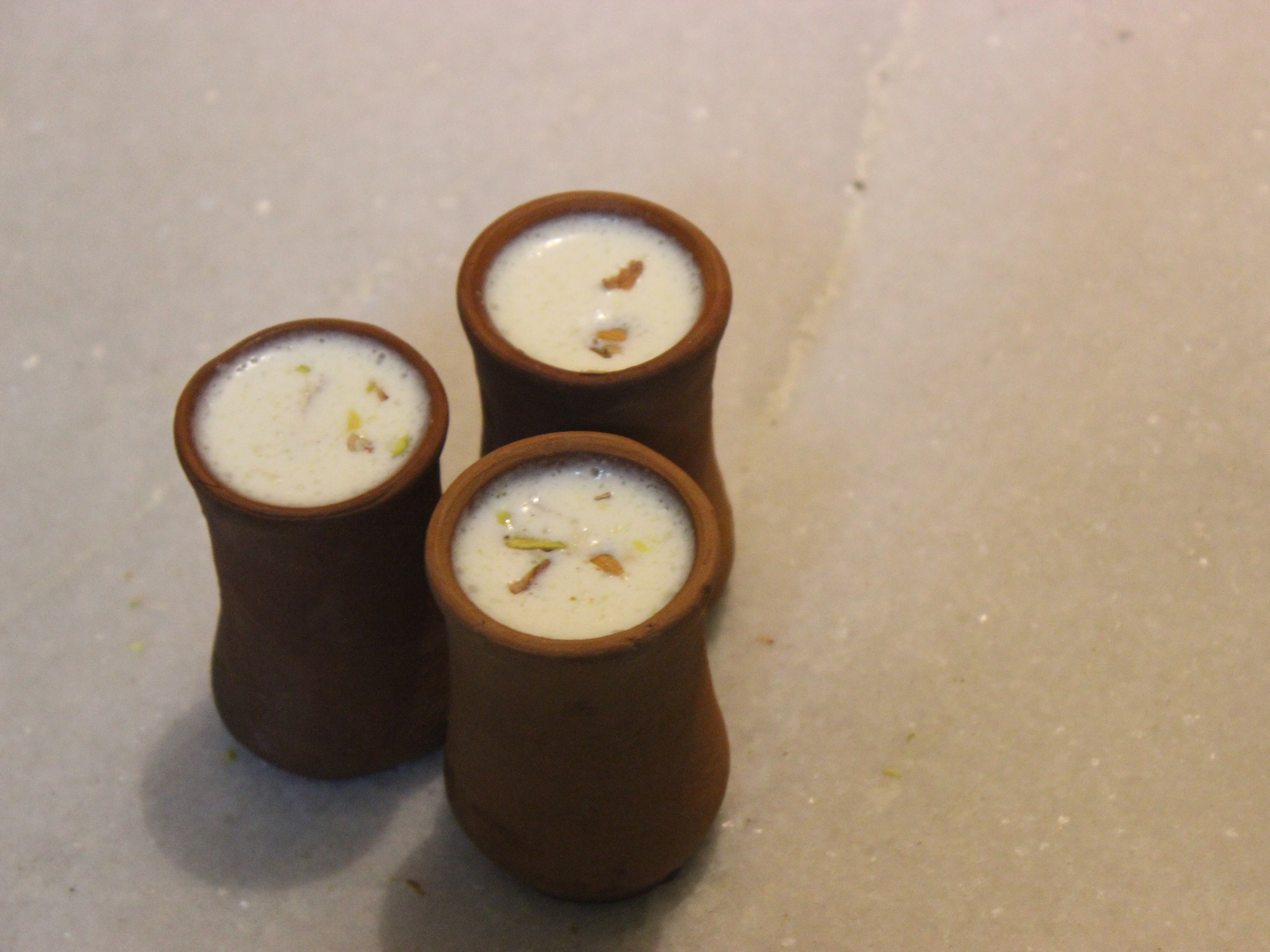
マッカ（素焼きのポット）に入ったピスタチオキール。
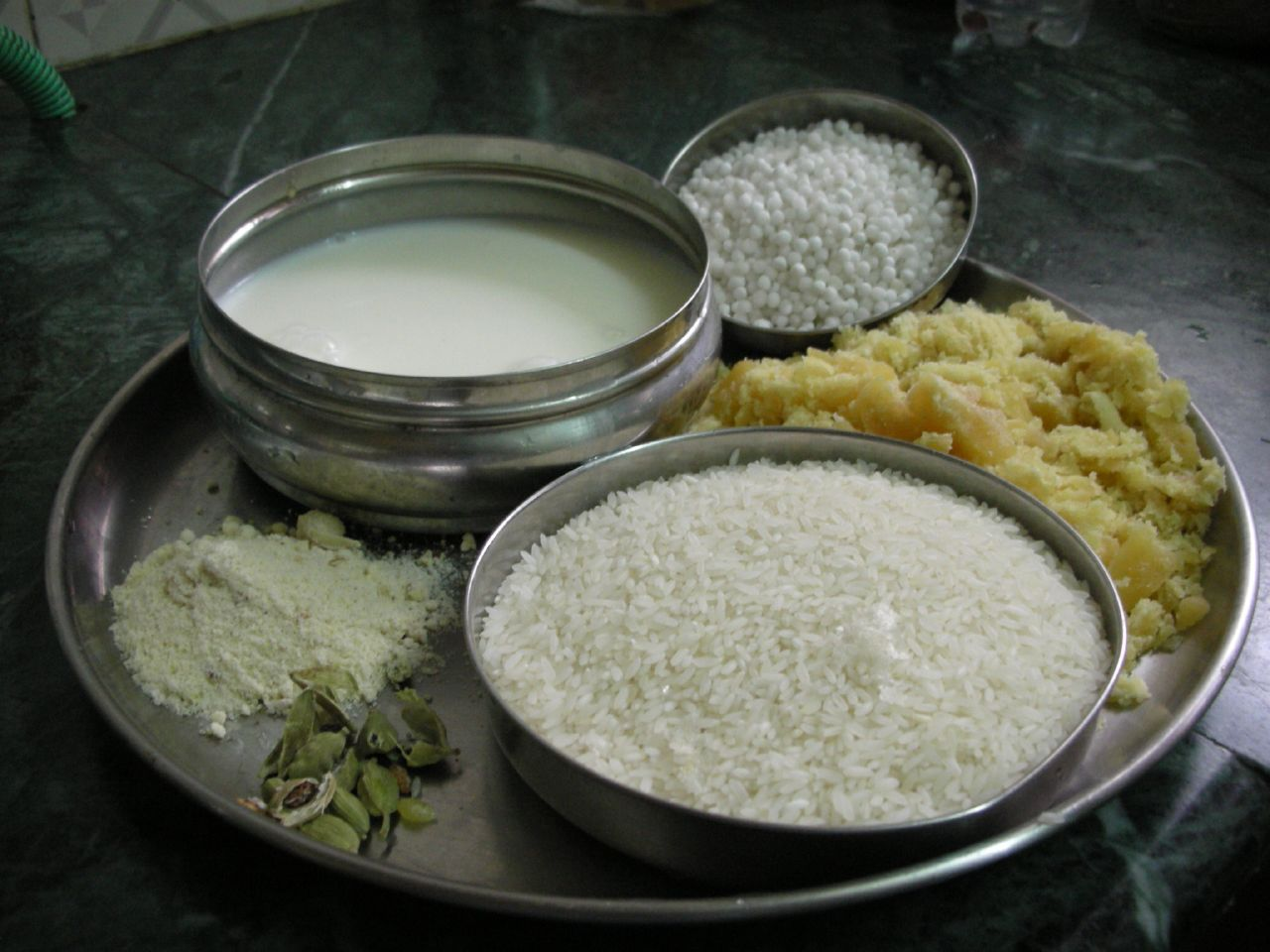
キールの食材。
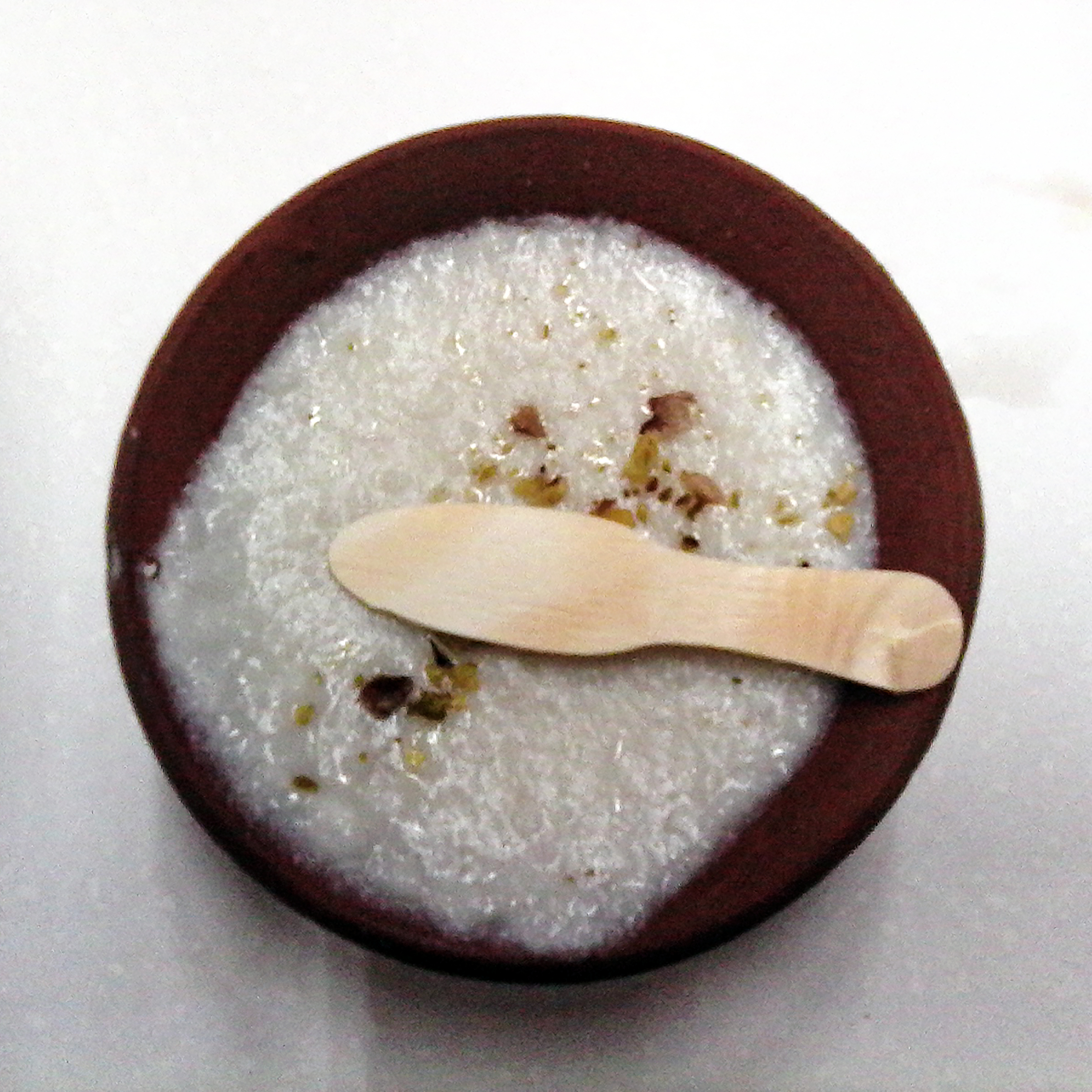
キールベナジール、インドデリーのカリムズ（英語版）にて。
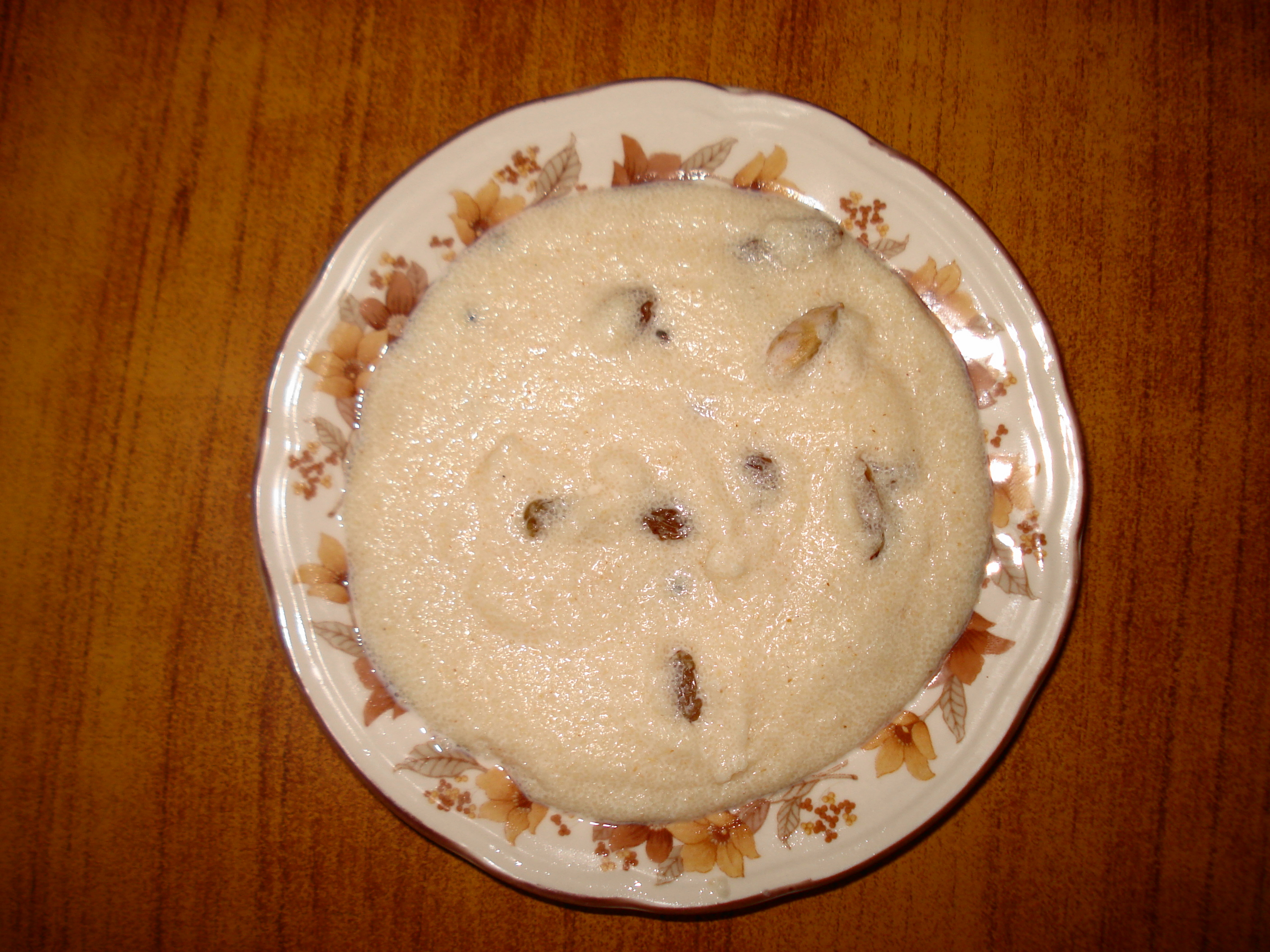
セモリナ（suji）から作られたキール。